# Костадин Георгиев-Калки
Костадин Георгиев, известен още като Коцето Калки, е български музикант и актьор.

## Биография и творчество
През 1987 г. завършва стоматология, а след това практикува 3 г. като зъболекар в село Церово, Софийско. После става асистент в Катедрата по детска стоматология в Стоматологичния факултет на Медицински университет (София).
Със свои колеги лекари и стоматолози създава група „Медикус“ през 1987 г. (Пианистът Ники Танков учи архитектура и барабанистът Емо Мишев учи икономика) Коцето Калки прави 3 албума с групата, а след като я напуска – записва още 1 албум.
През 1996 г. Коцето Калки е един от участниците и съинициаторите на експедицията „Еверест концерт“, заедно с Теодосий Спасов и Дони. Те изнасят концерт под покрива на света – на връх Калапатар под петия базов лагер на Еверест на височина 5545 м. „Еверест концерт“ е признат за най-височинния концерт в света и е регистриран в рекордите на Гинес.
След това играе в театрални постановки, а през 2010 г. участва като актьор във филма „Мисия Лондон“. Изрича култовата реплика - „Найс, а?“.
През октомври 2015 г. Коцето Калки заема публична позиция срещу нашествието на мигранти от Близкия изток и Африка в България и Европа.

## Награди
- Награда на „Унисон“ за артист на годината, 1993
- Награда на публиката от фестивала „Сребърният Ерос“, 1997

## Дискография

### Самостоятелни албуми
- Поглед нагоре (1997)

### С група Медикус
- Medicus, vol.I/91
- Векът на любовта/93
- Country Club Hits/94

## Филмография
- Мисия Лондон – Коце Паунов
- Dungeon And Dragons: The Book of Vile Darkness – Бард в кръчмата
- Каталии